# Ben Nsibandze
Benjamin „Ben“ Mshamndane Nsibandze (* 17. Juni 1931; † 13. Januar 2021), eswatinischer Politiker, war Übergangs-Premierminister von Swasiland in der Zeit vom 25. Oktober bis 23. November 1979. 2014 ging er in Pension.